# Милятино (Калужская область)
Милятино — село в Барятинском районе Калужской области. Входит в сельское поселение «Деревня Бахмутово».

## Население
| 2002 | 2010 |
| ---- | ---- |
| 40   | ↘39  |

## История
До 2013 года деревня входила в состав ныне упразднённого сельского поселения «Деревня Цветовка».

## Природа
В восточной части села расположен пруд, принадлежащий ОРХ «Зайцева Гора». Площадь водоёма составляет около 380 гектаров, средняя глубина — более 2-х метров. Экологическое состояние водоёма удовлетворительно, так как в его окрестностях нет промышленных предприятий. Вода в пруду чистая, однако вследствие наличия большого количества торфа в почве имеет тёмный оттенок. Территория водоёма охраняется. В водоёме обитают щука, окунь, плотва, краснопёрка, линь, карась. Берега покрыты тростником.

## Достопримечательности
В селе располагается храм Николая Чудотворца, также остатки усадьбы, основанной в последней четверти XVIII века и принадлежавшей в разное время Орловым, князю Николаю Юсупову и его дочери Зинаиде Юсуповой-Сумароковой-Эльстон .